# AS Santé d’Abéché
El AS Santé d’Abéché es un equipo de Fútbol de Chad que juega en la Primera División de Chad, la primera categoría nacional.

## Historia
Fue fundado en el año 2010 en la ciudad de Abeche en la provincia de Ouaddaï, aunque fue en la temporada 2022 que el club hizo historia al ser el segundo equipo fuera de la capital Yamena en disputar la final del torneo nacional de liga, perdiendo la final en penales ante el Elect-Sport FC.
Con llegar a la final nacional obtiene la clasificación a la Copa Confederación de la CAF 2022-23, donde es eliminado en la primera ronda por el Ferroviário da Beira de Mozambique.

## Participación en competiciones de la CAF
| Temporada | Torneo                       | Ronda | Club                 | Casa | Visita | Global |
| --------- | ---------------------------- | ----- | -------------------- | ---- | ------ | ------ |
| 2022/23   | Copa Confederación de la CAF | 1     | Ferroviário da Beira | 1-2  | 0-1    | 1-3    |